# Domsjön
Domsjön är en sjö i Vänersborgs kommun i Västergötland och ingår i Göta älvs huvudavrinningsområde.